# Franchi SPAS 12
Le SPAS 12 appelé également SPAS 13 est un fusil de combat rapproché semi-automatique à gaz, fabriqué par la société italienne Franchi.
Cette arme est restée populaire, surtout au cinéma, grâce à son aspect impressionnant et dissuasif, mais bien moins dans la police et les unités spéciales.
En effet, elle souffre d'une certaine complexité mécanique, d'un poids élevé et présente donc un désavantage tactique ; c'est aussi une arme onéreuse. Les fusils à pompe ou semi-auto de type Benelli M3 Super 90 et ses variantes, plus simples d’utilisation et plus légères, sont plus appréciées par les forces de police, les unités spéciales, les armées, et ce dans de nombreux pays.
Le SPAS 12 est classé en France en catégorie B (achat et détention soumis à autorisation préfectorale) à cause de son système à répétition semi-automatique et de son nombre de cartouches.

## Description
Le SPAS 12, doté d'un canon à âme lisse, tire des cartouches de calibre 12/70mm et dispose d'un magasin tubulaire. Semi-automatique, il fonctionne également en chargement manuel, par manœuvre du garde-main avant sous le canon, ce qui permet d'avoir l'assurance de pouvoir tirer tous les chargements.
Il est doté d'une crosse pliante assez singulière, puisqu'elle est dotée d'un crochet. Celui-ci est destiné à assurer une meilleure prise pour le tir à la hanche, le bras tenant la poignée passant à l'intérieur du crochet. Ce dernier peut pivoter, ce qui permet de suspendre l'arme à un siège de voiture. Il peut en outre recevoir un certain nombre d'accessoires comme une crosse conventionnelle, un lance-grenade au bout du canon, des rétreints de différentes tailles, des rétreints qui modifient la forme de la gerbe horizontalement ou verticalement.

## Version US et variantes
Pour satisfaire la législation américaine, son fabricant a conçu deux variantes :
- une version à crosse fixe, dite « SPAS 12L ». L'arme mesure alors 104 cm pour 4,35 kg chargé ;
- une version tirant seulement en mode semi-automatique dénommé, « Franchi LAW 12 ».

Les rares modèles vendus au Royaume-Uni possédaient un canon de 61 cm.

## Utilisateurs

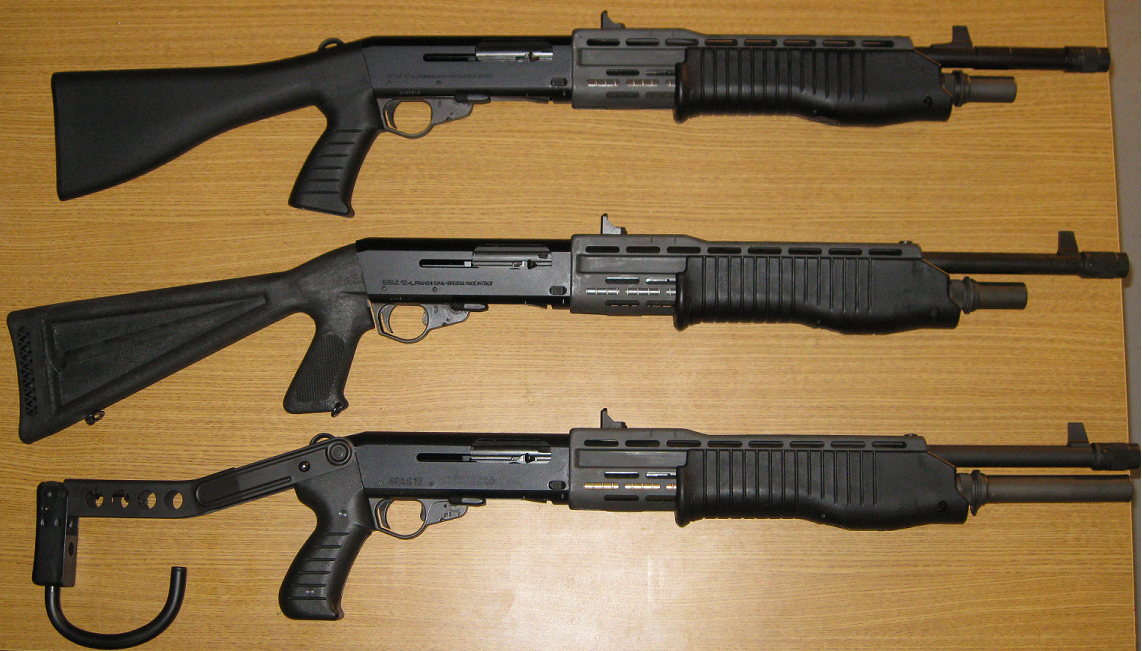
Variantes civiles du SPAS 12. De haut en bas :
- SPAS 12L ;
- SPAS 12 avec une crosse fixe allégée achetée dans le commerce ;
- SPAS 12 avec une crosse repliable et un canon long.

- Algérie : utilisé par les Forces Spéciales Algériennes.[réf. souhaitée]
- Australie : utilisé par les forces de police[réf. souhaitée].
- Autriche : utilisé par l'EKO Cobra[1].
- Bangladesh : utilisé par les forces spéciales[2].
- Bahrain : utilisé par les forces spéciales[réf. souhaitée].
- Croatie : utilisé par l’Armée Croate.[réf. souhaitée]
- États-Unis : utilisé par les équipes du SWAT[3].
- France : utilisé par le GIGN[4].
- Inde : utilisé par les forces spéciales[réf. souhaitée].
- Irak : utilisé par l'Iraqi Special Operations Forces (ISOF)[réf. souhaitée].
- Italie : utilisé par les militaires et la police[réf. souhaitée].
- Indonésie : utilisé par le groupe tactique KOPASKA (en) (Komando Pasukan Katak (id)) et le groupe de forces spéciales Kopassus (Komando Pasukan Khusus)[5],[6].
- Irlande : utilisé par l'Army Ranger Wing[7].
- Malaisie : utilisé par la Malaysian Special Operations Force (en)[8].
- Népal : utilisé par la police mobile du Népal[9].
- Norvège : utilisé par les militaires[réf. souhaitée].
- Pakistan : utilisé par les militaires et la police[réf. souhaitée].
- Philippines : utilisé par la police[réf. souhaitée].
- Turquie : utilisé par la Gendarmerie turque (Jandarma)[10].
- Tunisie : utilisé par l'armée Tunisienne.[réf. souhaitée]

## Dans la culture populaire

### Cinéma et télévision
Le SPAS 12 apparaît notamment dans les films Hitcher, Terminator, Le Flic de Beverly Hills 2, Matrix, Battle Royale, Snatch, Jurassic Park, Robocop ou encore Ghosts of Mars. Il est aussi utilisé dans les films français, parmi lesquels Parole de flic, Ne réveillez pas un flic qui dort, Taxi 5, Léon ou Babylon AD.
Il figure aussi dans les séries télévisées, notamment Rick Hunter, Deux flics à Miami, Alerte Cobra, Blue Bloods, Stargate SG-1 ou Person of interest.
La japanimation l'a utilisé plusieurs fois ; par exemple, dans Black Lagoon.
On le voit également aux mains de Sylvester Stallone dans "Les faucons de la nuit" (1981)

### Jeux vidéo
Le SPAS 12 apparaît dans de nombreux jeux vidéo.
- 007 : Quitte ou double
- série Battlefield :
  - Battlefield: Bad Company
  - Battlefield: Bad Company 2
  - Battlefield 3
  - Battlefield 4
- série Call of Duty :
  - Call of Duty: Modern Warfare 2
  - Call of Duty: Modern Warfare 3
  - Call of Duty: Black Ops
  - Call of Duty: Black Ops 2
  - Call of Duty: Black Ops Cold War
  - "Call of Duty: Infinite Warfare" (S-Ravage)
- série Far Cry :
  - Far Cry 2
  - Far Cry 3
  - Far Cry 4
  - Far Cry 5
  - Far Cry: New Dawn
  - Far Cry 6
- Fortnite
- série Grand Theft Auto :
  - Grand Theft Auto III
  - Grand Theft Auto: Vice City
  - Grand Theft Auto: San Andreas
  - Grand Theft Auto: Liberty City Stories
  - Grand Theft Auto: Vice City Stories
  - Grand Theft Auto: Online
  - GTA III - The Definitive Edition
  - GTA: Vice City – The Definitive Edition
  - GTA: San Andreas – The Definitive Edition
- Half-Life (et ses suites)
- Hitman: Contracts
- Left 4 Dead 2
- Payday 2
- Radical Heights
- Resident Evil: Code Veronica
- S.T.A.L.K.E.R
- Survarium
- Tom Clancy's Rainbow Six
- Watch Dogs
- Uncharted
- Urban Terror
- Project I.G.I.

• Black
- Warface